# Russian Challenge Cup
De Russian Challenge Cup is een golftoernooi van de Europese Challenge Tour. 
Van 1996-2002 had Rusland een toernooi op de Challenge Tour, van 2003-2005 telde het Russisch Open zowel voor de Challenge Tour als de Europese PGA Tour
De herstart vond plaats in 2010 en werd gespeeld op de Tseleevo Golf & Polo Club bij Moskou. Het prijzengeld was € 175.000. Carlos Del Moral won het toernooi met -11, Tommy Fleetwood werd 2de met -10, Floris de Vries werd 14de met -1.
In 2011 is het prijzengeld gestegen van € 175.000 naar € 250.000. Sam Little won het toernooi en verdiende € 40.000. Daarmee kwam hij op nummer 8 van de Order of Merit.

## Winnaars

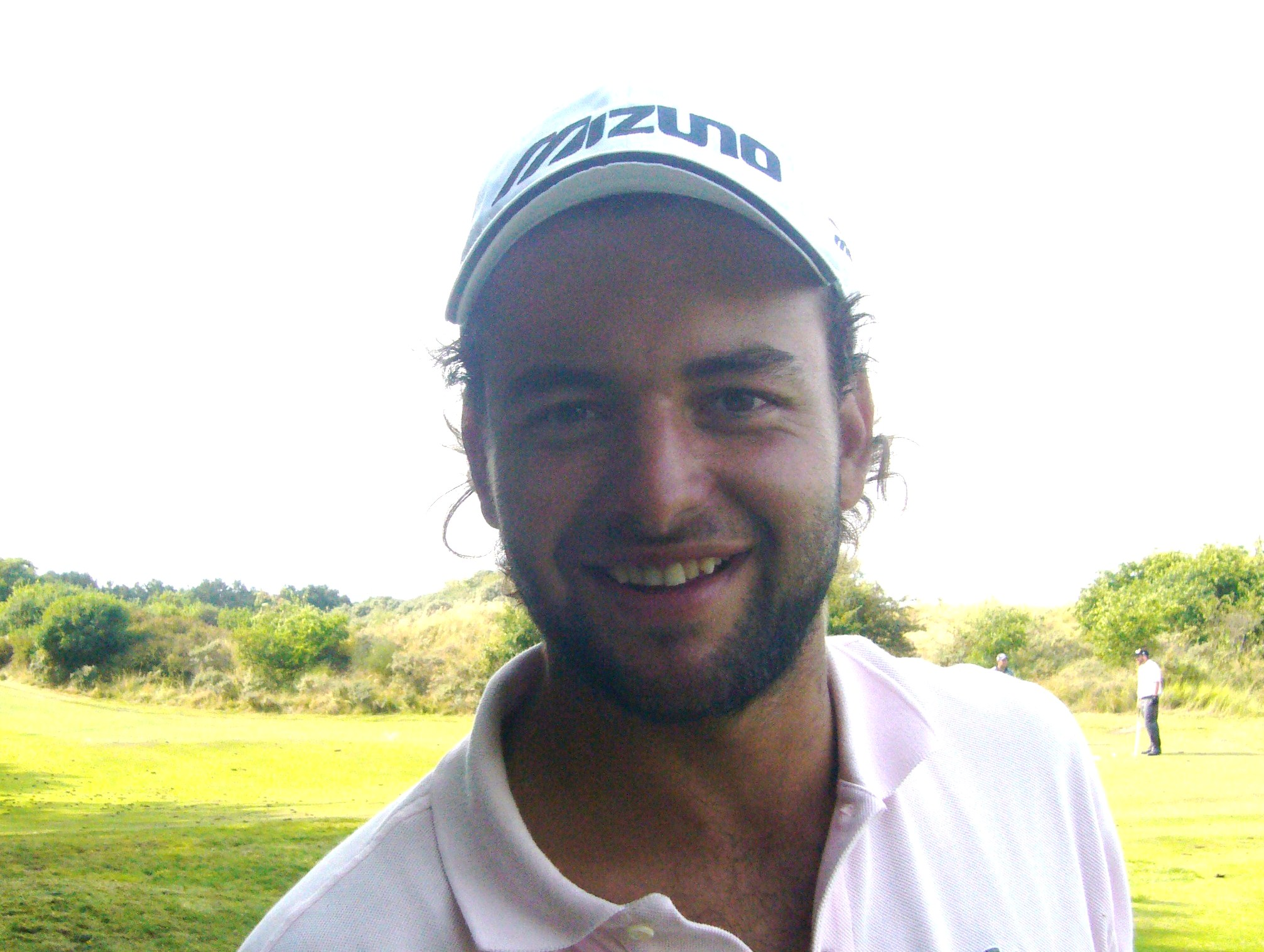
Carlos Del Moral, winnaar 2010

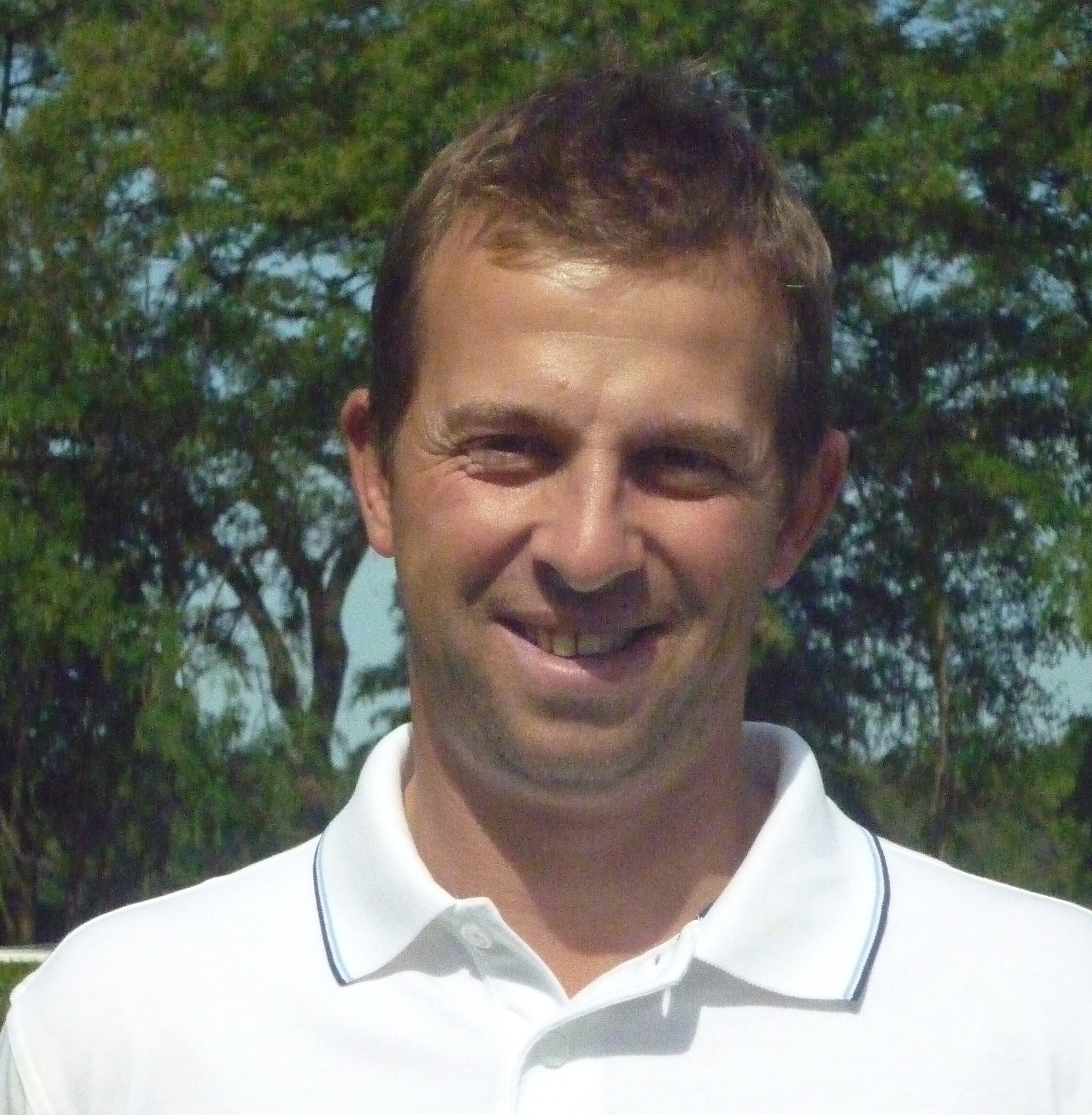
Sam Little, winnaar 2011

| Jaar                             | Baan                      | Winnaar                | Score                  | Score                  |
| Sovereign Russian Open           | Sovereign Russian Open    | Sovereign Russian Open | Sovereign Russian Open | Sovereign Russian Open |
| -------------------------------- | ------------------------- | ---------------------- | ---------------------- | ---------------------- |
| 1996                             |                           | Carl Watts             | 203                    | -13                    |
| 1997                             |                           | Michele Reale PO       | 280                    | -8                     |
| Moscow Country Club Russian Open |                           |                        |                        |                        |
| 1998                             |                           | Warren Bennett         | 270                    | -18                    |
| BMW Russian Open                 |                           |                        |                        |                        |
| 1999                             |                           | Iain Pyman             | 273                    | -15                    |
| 2000                             |                           | Marco Bernardini       | 269                    | -19                    |
| 2001                             |                           | Jamie Donaldson        | 270                    | -18                    |
| 2002                             |                           | Iain Pyman             | 269                    | -19                    |
| BMW Russian Open                 |                           |                        |                        |                        |
| 2003                             |                           | Marcus Fraser PO       | 269                    | -19                    |
| 2004                             |                           | Gary Emerson           | 272                    | -16                    |
| Cadillac Russian Open            |                           |                        |                        |                        |
| 2005                             |                           | Mikael Lundberg PO     | 273                    | -15                    |
| M2M Russian Challenge Cup        |                           |                        |                        |                        |
| 2010                             | Tseleevo Golf & Polo Club | Carlos Del Moral       | 277                    | -11                    |
| 2011                             | Tseleevo Golf & Polo Club | Sam Little             | 277                    | -11                    |
| 2012                             | Tseleevo Golf & Polo Club | Alexandre Kaleka       | 281                    | -7                     |

po: toernooi gewonnen na play-off.